# Gare de Syrets
La gare de Syrets ou halte de Syrets (en ukrainien : зупинний пункт Сирець) est une halte ferroviaire de la ligne circulaire du train urbain électrifié de Kiev. Elle est située dans le raïon de Chevtchenko, au nord-ouest, de la ville de Kiev en Ukraine.
Elle est en correspondance avec la station Syrets terminus de la ligne Sirets'ko-Petchers'ka (M3) du métro de Kiev.

## Situation ferroviaire
Établie sur un remblai, la halte de Syrets est située au point kilométrique PK 5,2 de la ligne circulaire du train urbain électrifié de Kiev, entre les haltes Rubezovsky (uk) et Vychgorodska (uk).

## Service des voyageurs

### Desserte

Installations
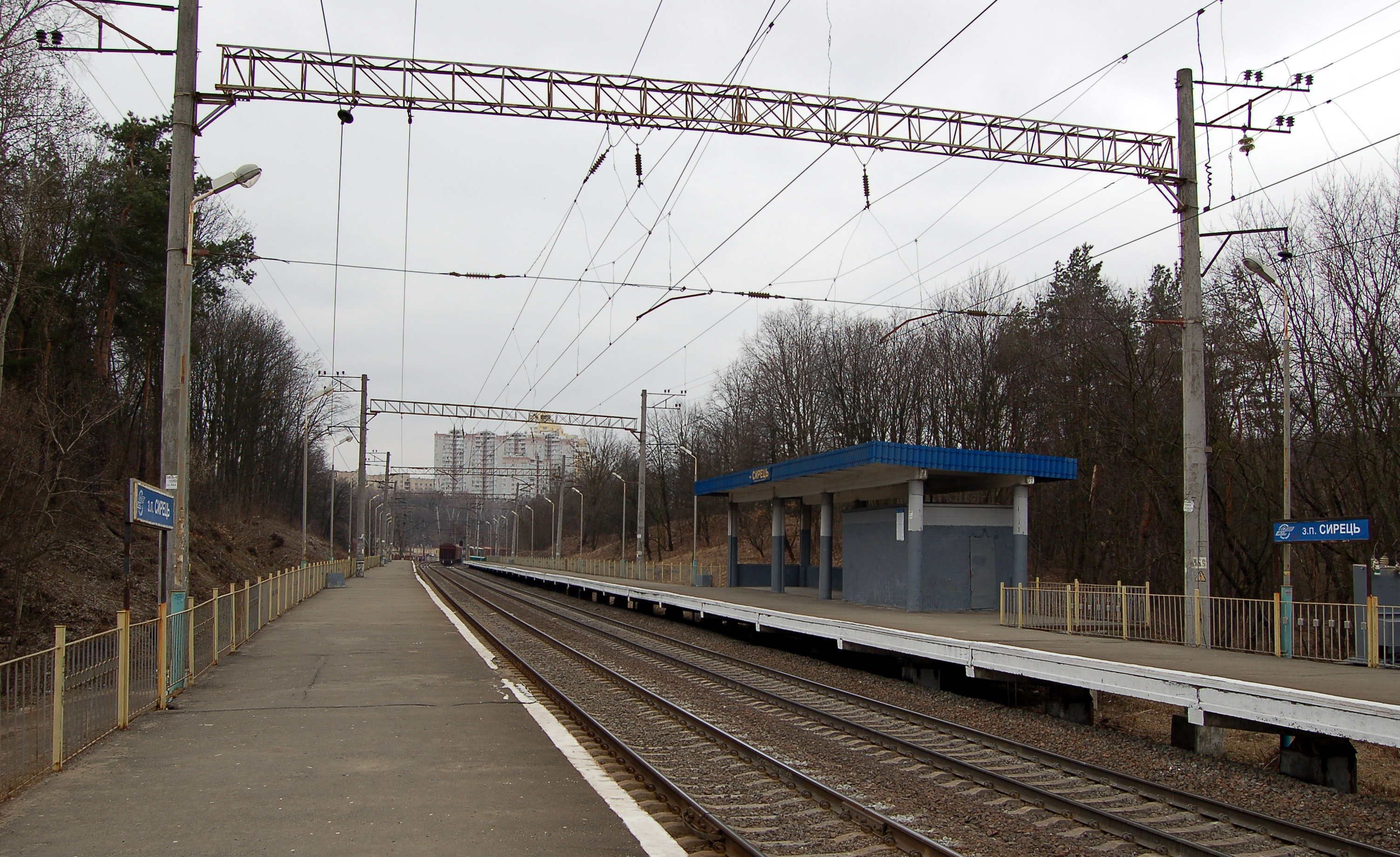
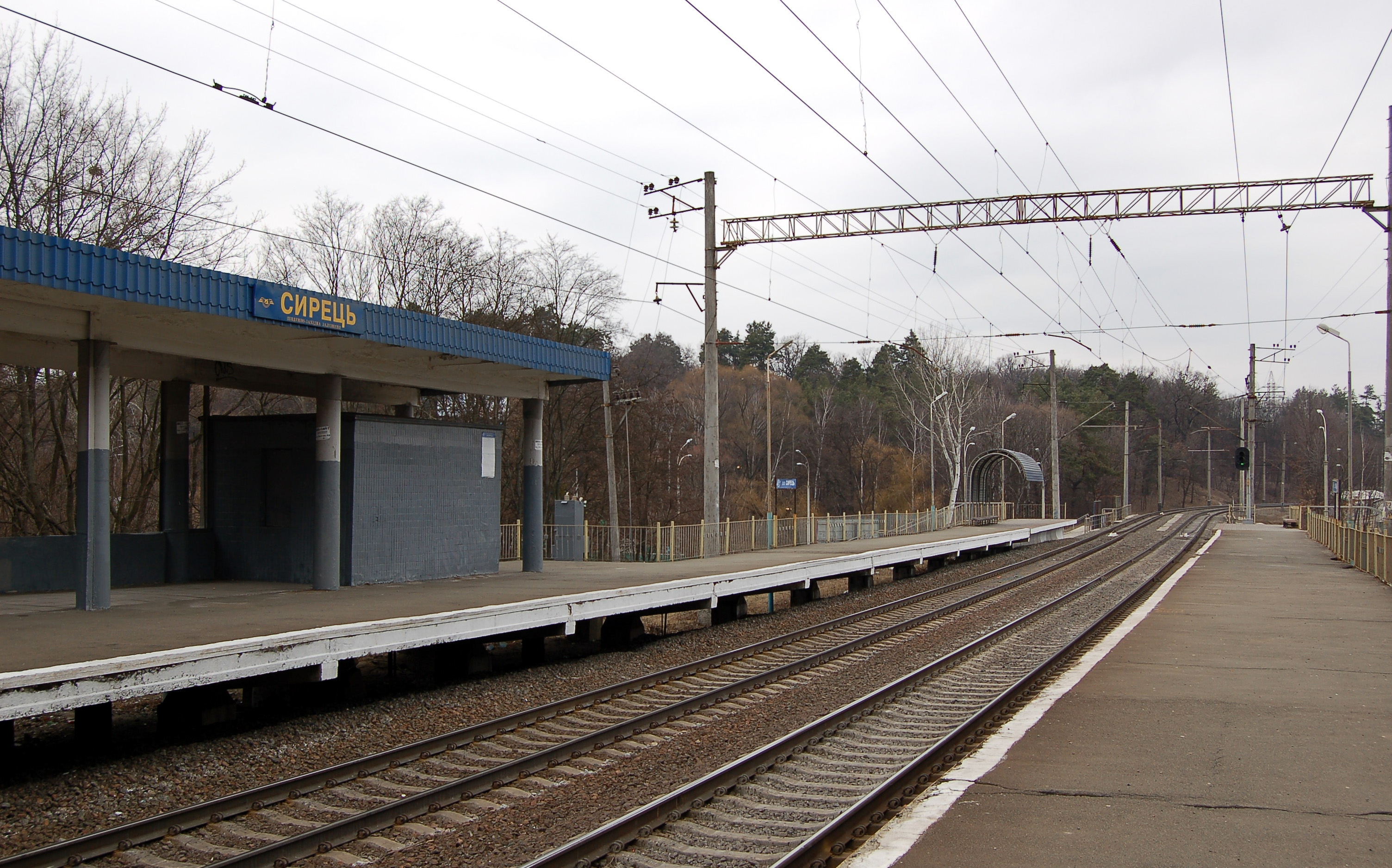
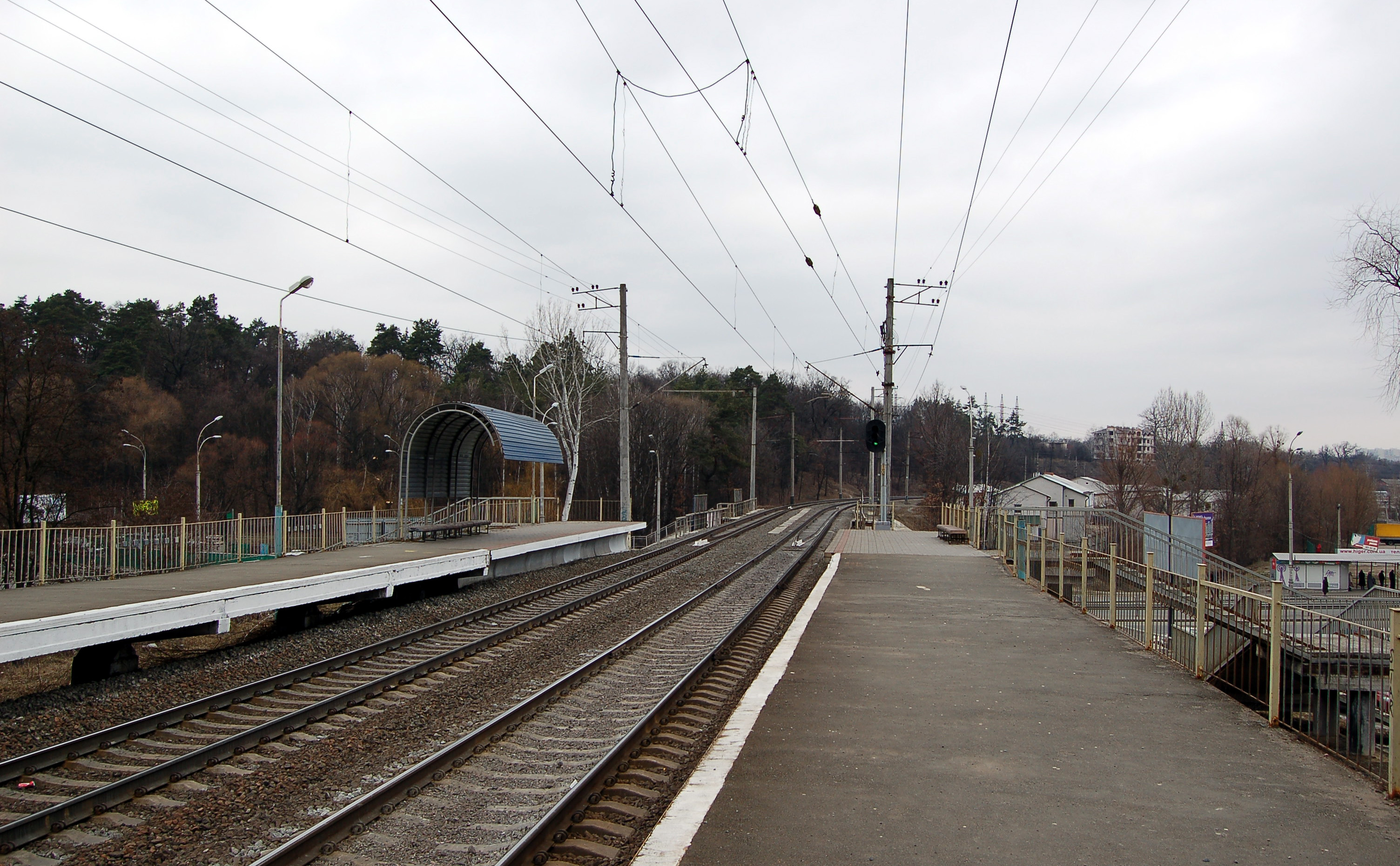